# 三星站
三星站是位于四川省遂宁市船山区老池镇的一个铁路车站，邮政编码629022。车站建于2006年，有遂渝铁路经过该站，现仅办货运业务，不办理客运业务。车站及其上下行区间均已电气化。车站隶属成都铁路局，是四等站。